# Axbergs-Berga naturreservat
Axbergs-Berga naturreservat är ett naturreservat i Örebro kommun i Örebro län.
Området är naturskyddat sedan 2024 och är 9 hektar stort. Reservatet ligger väster om Ölmbrotorp och omfattar två delområden som består av en talldominerad bergsrygg samt lövblandad barrskog.